# Šalčininkai
Šalčininkai (en polonais : Soleczniki, en russe : Ша́льчининкай, en biélorusse : Шальчынінкай) est une ville de Lituanie située dans l'apskritis de Vilnius ; c'est le centre administratif de la municipalité du district de Šalčininkai. Située à 45 kilomètres au sud de Vilnius, la capitale du pays, la ville de Šalčininkai se trouve à cinq kilomètres de la frontière de la Biélorussie.

## Étymologie
Le nom de Šalčininkai vient de celui de la rivière Šalčia qui traverse la municipalité.

## Histoire

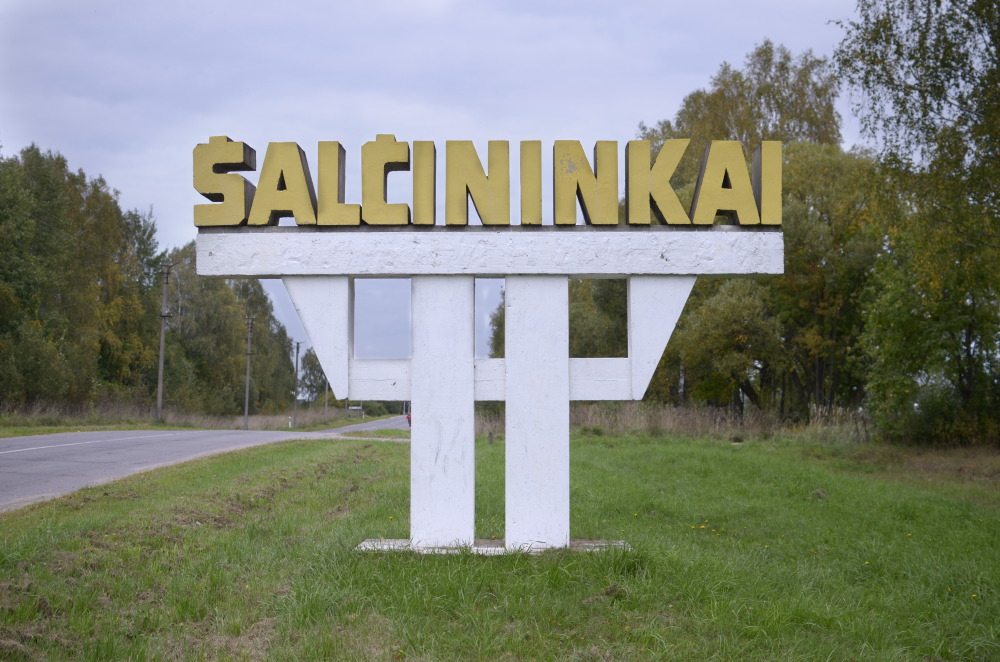
Entrée de Šalčininkai.

La première mention de la cité remonte à 1311. Sous domination prusse, le lieu était connu sous le nom de Salsniken ou Saletzniken. En 1929, 587 habitants vivaient dans le bourg, qui est passé sous contrôle polonais en 1939. À compter de 1940, la région de Šalčininkai fait partie de la République socialiste soviétique de Lituanie. Šalčininkai a obtenu le statut de ville en 1956, et celui de chef-lieu de canton (en russe, районный центр) en 1972.

## Environs de Šalčininkai
À cinq kilomètres à l'est de Šalčininkai se trouve le village de Sakalinė, qui offre la particularité d'être divisé en son centre par la frontière entre la Biélorussie et la Lituanie.

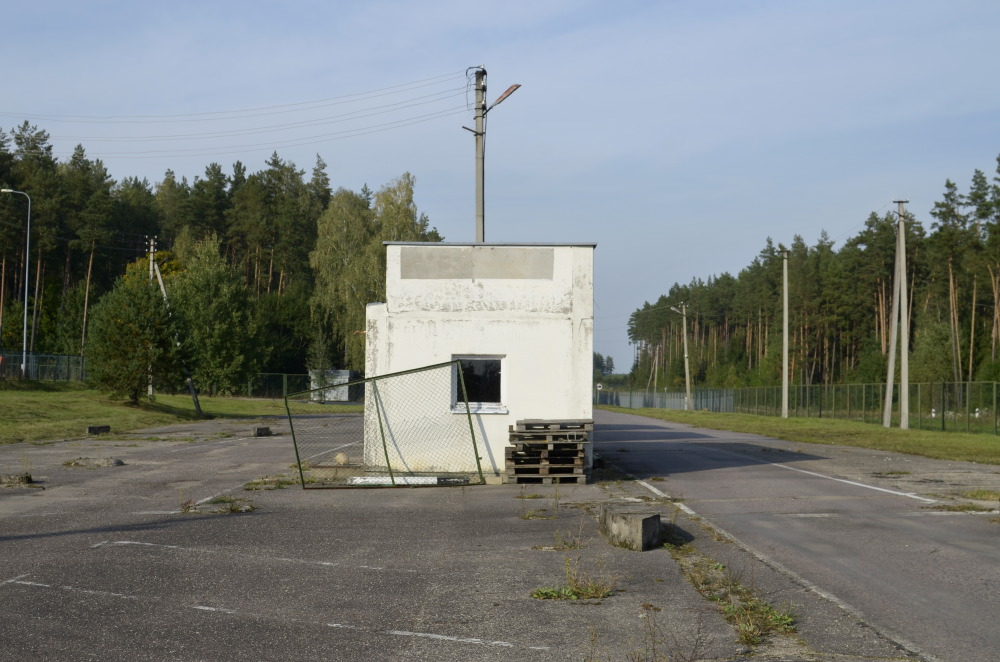
Le poste-frontière, au sud de Šalčininkai.
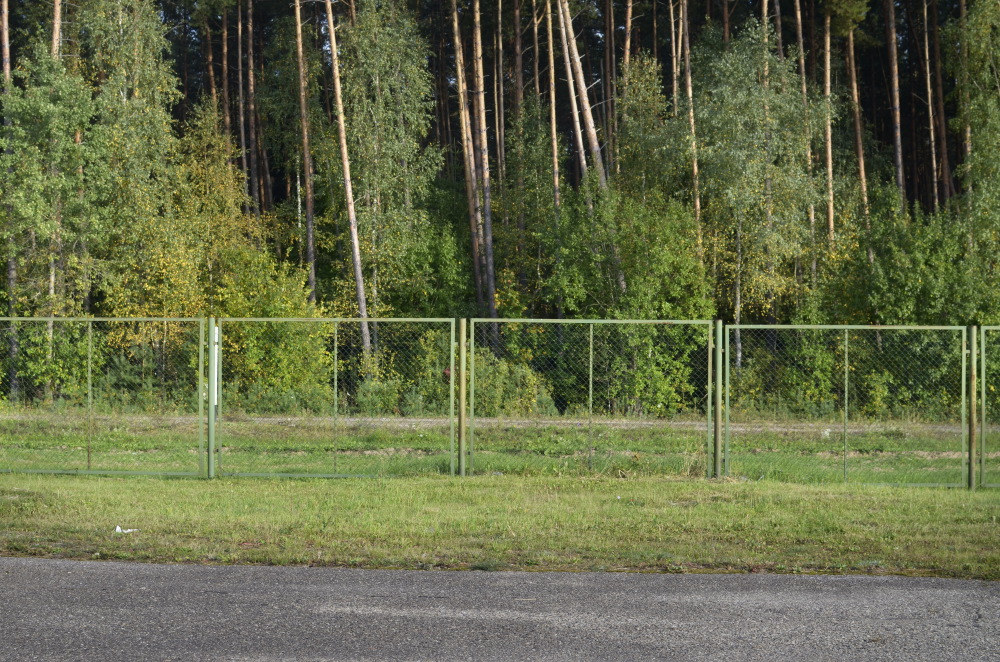
La frontière, au sud de Šalčininkai.

## Personnalités
- Władysław Kozakiewicz (né en 1953) athlète polonais naturalisé allemand, spécialiste du saut à la perche, médaillé d'or aux Jeux olympiques de Moscou (1980).
- Aaron Solts (1872-1945), homme politique soviétique